# Maximiliánova fontána

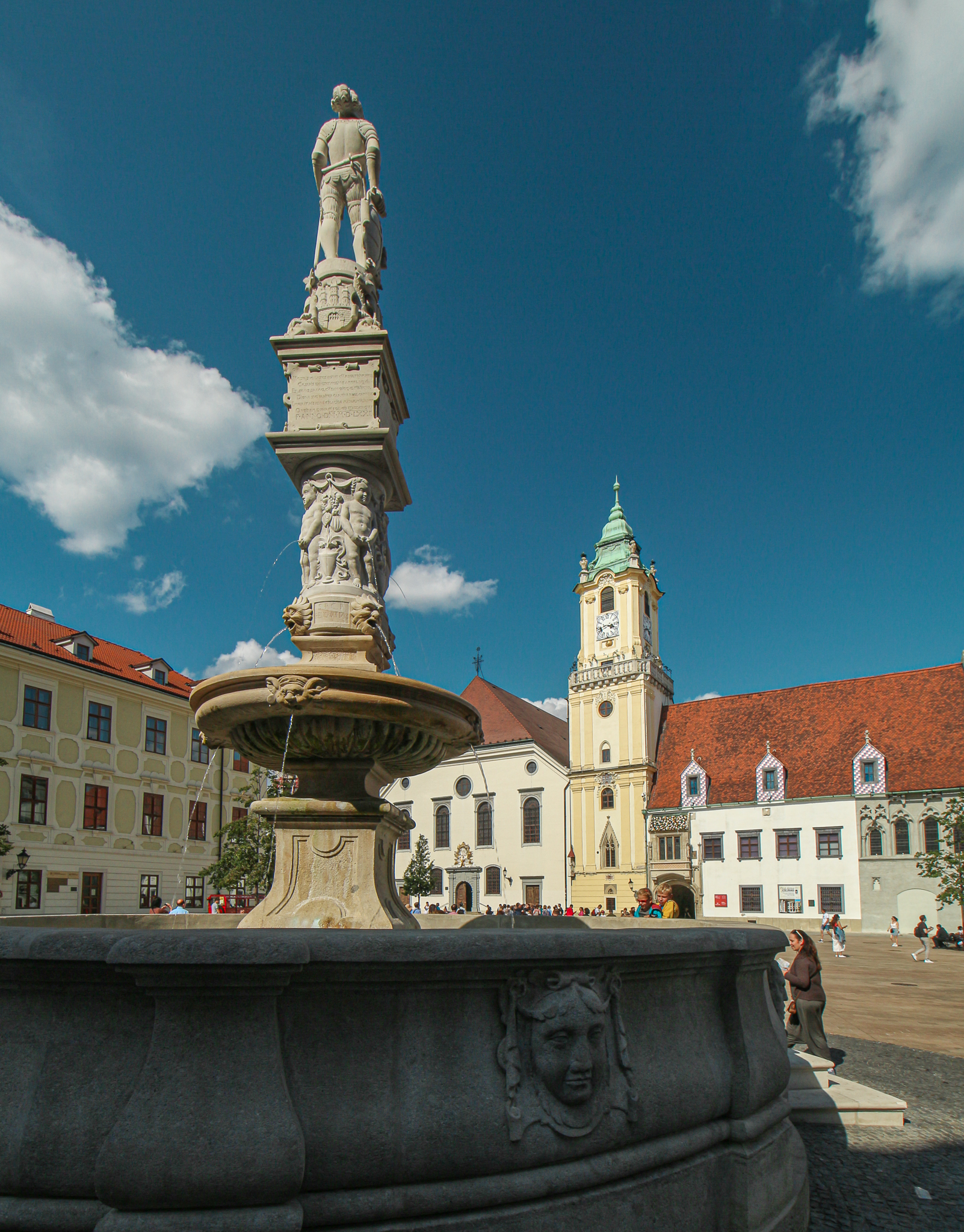
Maxmiliánova fontána tvoří dominantu západní strany Hlavního náměstí

Maxmiliánova fontána (slovensky Maxmiliánova, nesprávně Rolandova fontána) je renesanční kašna z roku 1572, nacházející se na Hlavním náměstí v bratislavském Starém Městě. Je nejstarší fontánou na území města.

## Okolnosti vzniku díla
Prostor, na kterém fontána stojí, byl od nepaměti centrálním městským náměstím. Zde se odehrával veřejný život, stála zde tržnice i radnice. Vzhledem k důležitosti místa se zde nacházela studna a od první poloviny 16. století i velká dřevěná nádrž, shromažďující vodu potřebnou k hašení případných požárů.
První v Bratislavě korunovaný uherský král Maxmilián II. (Korunovace 8.9.1563) si uvědomoval potřebu zabezpečení vody pro obyvatele města. Zvlášť, když 12. září při hrách pořádaných u příležitosti královské korunovace vypukl v uherském táboře požár, který se rozšířil i do města. Proto dal zřídit po městě vodní nádrže a zavést do nich po celý rok tekoucí vodu.
Matej Bel ve svých noticích (notitas Hungariae novae historico Geographica) v souvislosti se zřízením fontány píše:
…Úrady, povzbudené takou priazňou nového kráľa, ba aj jeho príkazom, položili bez akéhokoľvek otáľania ruku k dielu. A nebolo ťažké zviesť vodu z plných prameňov stekajúcich z vyššie položených údolí vínorodých vŕškov. Veľa času a nákladov však stáli podzemné vodovody, ktoré bolo treba vo vzdialenosti viac než dvetisíc dvojkrokov zaviesť na námestie. Vodu zvádzajú z dvoch prameňov. Východný dostal meno podľa sv. Jakuba, druhý, ktorý vedie na západ, podľa sv. Tomáša.

Král dal nejkrásnější z nich postavit v roce 1572 v západní části centrálního náměstí. Nová vodní nádrž s fontánou se stala zároveň pomníkem prvního krále korunovaného v městě a na věčné časy měla připomínat obyvatelům města nejen osobu panovníka, který ji dal postavit, ale také jeho zásluhy. Celek je tak uměleckým ztvárněním politické intence a mocenských nároků vladaře.

## Popis díla

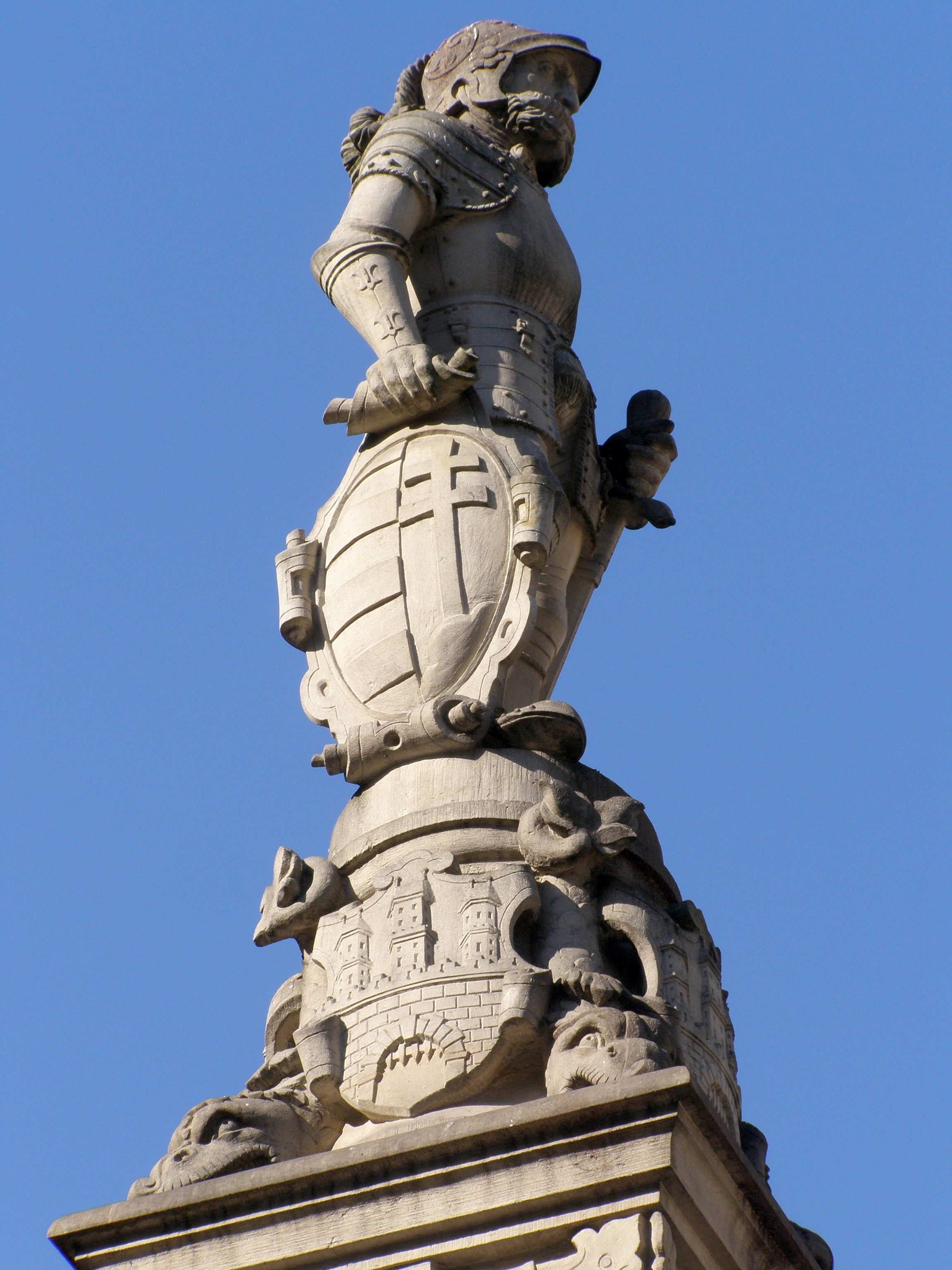
Socha krále Maxmiliána II. jako rytíře držícího uherský znak

Namísto tradičního Rolanda, který se jako symbol městských svobod a výsad (právo meče) ve výtvarném umění objevuje od středověku, se zde jako křesťanský rytíř a ochránce dal ztvárnit samotný Maxmilián. Postava rytíře v brnění a helmicí s mečem v levé ruce na vysokém podstavci uprostřed fontány, opírající se o štít se znakem Uherska, se dívá směrem na radnici. Na podstavec ve tvaru kostky na královu počest kamenicky mistr vytesal latinskou oslavnou báseň velebící Maxmiliánův majestát. Pro současníky je nejzajímavější východní strana podstavce (obrácená směrem k radnici), která obsahuje dedikační nápis s důležitými historickými údaji vztahujícími se na samotného objednatele díla.
Renesanční kašna je tvořena kulatou nádrží s průměrem devět metrů. Na jejím obvodu jsou vytesány maskaróni, z jejichž úst vytékala voda do menších nádrží, které se však nedochovaly. Autor návrhu díla není znám, autorem fontány byl kamenický mistr Andreas Luttringer z dolnorakouského Deutsch Altenburgu, který ji dokončil v roce 1572. Původní podoba monumentální dvojnádržové kašny a manýristické formy její sochařské výzdoby svědčí o souvislosti s dvorským uměním italských sochařů a kamenických mistrů.
Fontána prošla v pozdějších obdobích několika úpravami, přesto je jednou z nejkrásnějších renesančních kašen na Slovensku. Dnes už jen minimálně připomíná svůj někdejší vzhled. K původnímu sloupu fontány patřilo např. i torzo s reliéfními postavami čtyř čúrajících chlapců. V 30. letech 18. století, kdy fontána prošla radikální úpravou, je odstranili a dnes jsou součástí menší fontánky stojící ve dvoře bývalého paláce Károlyovcov na nedaleké Uršulínské ulici. Dnes jsou na jejich místě na fontáně podobné reliéfy; chlapce však nahradili Puttiové nesoucí ryby. V uvedeném období navíc fontánu doplnili o širokou kamennou mísu ze zrušené fontány v parku Letního arcibiskupského paláce. Zřejmě nejcitelnějším zásahem bylo v roce 2007 přistavění mramorového obvodového okruhu, který zásadně změnil vzezření fontány.

## Nápisy na podstavci
Západní strana podstavce:
| MOLTA SUO LAETOS AGITAT CU REGE TRIUMPHOS   | (Omnoho viac radostných triumfov chystá už kráľ,    |
| CAESARIS EXULTAT MOENUS AMORE NOVI          | Mohan sa cisárom novým s láskou už honosí tiež,     |
| ET SAVUS, DRAVUS CU DANUBIOQUE TIBISCUS     | a Sáva, Dráva ako aj Dunaj a Tisa                   |
| DIGNA SUO PARITER CARMINA REGE CANUNT       | spievajú dôstojné spevy, ktorých je hoden ich kráľ. |
| IMPERAT HIS FLUVIIS PLACIDE MAX: AEMYLIANUS | Na tými riekami panuje pokojne, Maximilián          |
| O UNITAM EUPHRATIS GANGIS ET ADDAT AQUAS    | Bárs by, ó, Eufrat a Ganga pridali vody mu tiež.    |
| F. ANNO. DNI. M. D. LXXII                   | Dané roku Pána 1572)                                |

Východní strana podstavce:
| SACRATISS: MAX: AEMYLIANUM      | (Najsvätejší Maximilián,               |
| II ROM: IMPERATOREM. BOIEMIAE.  | II. rímsky cisár, český kráľ.          |
| REGEM ARCHIDUCEM AUSTRIAE       | Rakúsky arcivojvoda                    |
| DIADEMATE REGNI HUNGARIAE       | korunou Uhorského kráľovstva,          |
| AN: CHR: M. D. LXIII. DIE VIII  | 8. septembra 1563,                     |
| MEN: SEPT: POSONII INAUGURATUM  | v Bratislave korunovaný.               |
| VIATOR, UBI TE HOC FONTE        | Pútnik, keď sa osviežiš týmto prameňom |
| RECREAVERIS, MEMENTO REGI       | nezabudni vyprosiť pre uhorského kráľa |
| AC REGNO HUNGARIAE PROSPERITATE | a kráľovstvo požehnanie                |
| FONTI PERENNITATEM ERECATUS     | pre prameň trvanie                     |
| TANDEM SALVUS ABITO             | a zdravý odíď.)                        |

Jižní strana podstavce:
| O: INGENS CAROLI FILIA CAESARIS    | (Ó, mocného Karola cisára dcéra,                             |
| INGENTIS MARIA ET TRADITA CAESARIS | mocná Mária, cisárovná                                       |
| GNATO, CONNUBII FOEDERE, CAESARI   | manželským zväzkom spojená s váženým tiež potomkom cisárskym |
| FONTIS NYMPHA SACRI CAESARE CU TUO | prameňa vody svätého,                                        |
| HOS DIVO, LATICES PROTEGE LIMPIDOS | s manželom ochráň nám,                                       |
| UTVOS SOMNIFERO MURMURE PRAEDICENT | by vás chválili vždy pokojným šumením.                       |
| F. ANNO. DNI. M. D. LXXII          | Dané roku Pána 1572)                                         |

Severní strana podstavce:
| QUID LEO BOIORUM PRISGO DIADEMATE SPLENDENS      | (Prečo si korunou žiariaci dávny lev národa Bójov,    |
| QUID ROMANAE AQUILAE IAPIDUM MIGRASTIS AD ISTRUM | prečo ste k Dunaju Japidov dotiahli, rímske vy orly.  |
| QUIS PISONE SUO CLARAM VOS DUXIT IN URBEM.       | Ktože vás so svojím Pisónom doviedol k slávnemu mestu |
| PANNONIAE NOVUS EST REX MAXIMUS AEMILIANUS       | Panónie. Maximilián, kráľ nový to bol,                |
| HUNCCE SEQUUNTUR TRIA CUI DAT SCEPTRA NEC IN     | ktorý má žezlá tri, ktorý tiež                        |
| TEGER ANNUS                                      | o rok necelý                                          |
| ET MAIORA DABIT CUI TRINUM NUMEN ET UNUM         | dosiahne viac, pričom mu pomôže Trojica božská.       |
| F. ANNO. DNI. M. D. LXXII                        | Dané roku Pána 1572)                                  |

(Pozn.: překlad podle M. Bela, notitas Hungariae novae historico Geographica, I. a II. Sv. (Překlad), Vídeň, Impensis Pauli Straubii Bibliopolae, 1735, str. 110–111)